# Deserted Palace
Deserted Palace – pierwszy album Jeana-Michela Jarre’a, wydany w 1972 roku. Deserted Palace jest albumem eksperymentalnej, instrumentalnej, elektronicznej muzyki skomponowanej i wyprodukowanej przez Jeana-Michela Jarre’a, wydanej przez Sam Fox Records. Album przeznaczony był do użytku w programach telewizyjnych, reklamach, filmach. Nie był później ponownie wydawany, ale jest powszechnie dostępny w formie nielegalnych kopii.

## Lista utworów
| 1.  | „Poltergeist Party”          | 2:10  |
|     |                              |       |
| 2.  | „Music Box Concerto”         | 2:40  |
|     |                              |       |
| 3.  | „Rain Forest Rap Session”    | 1:37  |
|     |                              |       |
| 4.  | „A Love Theme for Gargoyles” | 1:10  |
|     |                              |       |
| 5.  | „Bridge of Promises”         | 3:15  |
|     |                              |       |
| 6.  | „Exasperated Frog”           | 0:45  |
|     |                              |       |
| 7.  | „Take Me to Your Leader”     | 1:55  |
|     |                              |       |
| 8.  | „Deserted Palace”            | 2:10  |
|     |                              |       |
| 9.  | „Pogo Rock”                  | 1:05  |
|     |                              |       |
| 10. | „Wind Swept Canyon”          | 8:00  |
|     |                              |       |
| 11. | „The Abominable Snowman”     | 0:55  |
|     |                              |       |
| 12. | „Iraqi Hitch Hiker”          | 2:24  |
|     |                              |       |
| 13. | „Free Floating Anxiety”      | 2:15  |
|     |                              |       |
| 14. | „Synthetic Jungle”           | 1:35  |
|     |                              |       |
| 15. | „Bee Factory”                | 0:55  |
|     |                              |       |
|     |                              | 32:51 |
|     |                              |       |